# Rättsinstans
En rättsinstans, instans eller rätt definieras som en avdelning inom ett lands domstolar. Den domstol som först äger rätt att uppta ett mål sägs döma i eller vara första instans. En domstol som sen dömer i ett från en sådan instans vidareskickat mål kallas en överdomstol och sägs döma i andra instans och så vidare.
I högsta instans sägs den domstol döma från vilken ingen överklagan kan se. Som regel gäller att den första domstolens domslut inte utan vidare antas såsom slutligt avgörande och domen kan, om någon av parterna önskar det, överklagas till en överordnad domstol för ny prövning. Hur många gånger en sådan förnyad prövning kan tillåtas beror på den allmänna grund på vilken rättegångsordningen vilar. Om denna är byggd på muntlighet finns det svårighet i att flera gånger åter ta upp fallet till prövning. Om muntlighetsgrundsatsen ska bevaras så måste förhandlingen i sin helhet vid varje ny prövning förnyas och en sådan förhandling kanske inte så enkelt kan ske om parter och vittnen befinner sig på större avstånd från domstolen. Därför var tidigare överdomstolens prövning begränsad till den egentliga rättstillämpningen och i stället för en appellationsdomstol, som prövar saken i dess helhet, införa revisions- eller kassationsdomstolar som överrätter. Om rättegången däremot är skriftlig finns inga hinder att hur många gånger som helst presentera det skriftliga materialet för en ny domstol, även om den är belägen långt bort geografiskt sätt. Men även då måste en begränsning av instansernas antal finns, inte enbart på grund av de kostnader som en mångfald av domstolar förorsakar, utan även med hänsyn till utdragningen av tiden som sker vid en flera gånger förnyad prövning.
Två instanser kan då tänkas vara nog; eftersom parterna då får tillfälle att fullständigare än första gången utveckla sin talan och då på nytt få saken bedömd av domare med antagligen högre insikter. Emellertid är det för att bevara enheten i rättstillämpningen nödvändigt att all rättskipning i sin högsta instans har en enda spets. En sådan enhet kan inte i ett land av större utsträckning uppnås med enbart två instanser. Detta eftersom svårighet finns i att redan i andra instans förlägga hela rättskipningsarbetet till enbart en domstol. Därför anses det i allmänhet behövas att över andra instansen han ännu en, en högsta domstol, som då vanligtvis endast prövar själva rättstillämpningen.